# Polityka Tokelau
Polityka Tokelau jest oparta na systemie parlamentarnym demokracji pośredniej, z uwzględnieniem sytuacji Tokelau jako terytorium zależnego Nowej Zelandii.

## Władza wykonawcza
Formalną głową terytorium jest obecnie (styczeń 2012) królowa Elżbieta II, jako że Nowa Zelandia należy do Commonwealth realm, co oznacza, że formalnie uznaje każdorazowego brytyjskiego monarchę za własnego przywódcę. Brytyjski władca reprezentowany jest każdorazowo przez Administratora Tokelau, wyznaczanego za sugestią Ministra Spraw Zagranicznych Nowej Zelandii. Obecnym (styczeń 2012) administratorem jest Jonathan Kings. 
Przywódcą rady zarządzającej jest obecnie (styczeń 2012) Foua Toloa, który przewodniczy en. Council for the Ongoing Governance of Tokelau (pl. Rada Rządów Ciągłych Tokelau). Rada ta funkcjonuje jako rząd i może być uznana za odpowiednik polskiej Rady Ministrów. W skład Rady wchodzą faipule (pl. przywódcy, ministrowie) oraz pulenuku (pl. wodzowie), po jednym z każdego z atoli, składających się na Tokelau. Kadencja Rady trwa trzy lata, a jej przywódca zmienia się co roku. Podczas trzyletnich rządów, Radzie przewodniczy przez rok faipule z innego atolu wysp..

### Aktualny rząd
W latach 2011–2013 funkcję faipule trzech atoli, pełnią osoby wskazane poniżej, z uwzględnieniem zakresu ich obowiązków. Faipule Foua Toloa pełni funkcję Ulu o Tokelau, pl. premiera lub przewodniczącego Rady) od lutego 2001 do lutego 2012
| Osoba            | Funkcja             | Zakres Obowiązków                                |
| ---------------- | ------------------- | ------------------------------------------------ |
| Foua Toloa       | Faipule z Fakaofo   | Finanse Łączność Energia Transport               |
| Keli Koloi       | Faipule z Atafu     | Ekonomia, zasoby naturalne i środowisko Edukacja |
| Salesio Lui      | Faipule z Nukunonu  | Zdrowie Usługi                                   |
| Tinielu Tuumuli  | Pulenuku z Fakaofo  | -                                                |
| Faafetai Taumanu | Pulenuku z Atafu    | -                                                |
| Panapa Sakaria   | Pulenuku z Nukunonu | -                                                |

Członkami Rady w latach 2008-2010 byli:
- Foua Toloa
- Tinielu Tuumuli
- Pio Tuia
- Lino Isaia
- Kursa Nasau
- Nouata Tufoua

## Władza ustawodawcza
Władza ustawodawcza jest sprawowana przez jednoizbowy Parlament Tokelau (Fono). W Parlamencie zasiadają przedstawiciele trzech atoli oraz faipule i pulenuku. Liczba przedstawicieli poszczególnych atoli w Parlamencie zależy od liczby mieszkańców poszczególnych wysp. Łącznie w Fono zasiada 20 osób.